# Joaquín José Ibáñez-Cuevas y Valero de Bernabé
Joaquín José Ibáñez-Cuevas y Valero de Bernabé (Lidón, Teruel, 1710-?), I marqués della Cagnada luego de la Cañada Ibáñez, fue un militar y noble español.

## Biografía
Joaquín fue el décimo hijo de Juan Francisco Ibáñez-Cuevas, militar y hacendado proborbónico que fue gobernador de Teruel, y de su esposa Teresa Valero de Bernabé e Ibáñez.
Nació en Lidón, localidad turolense de la que era originario su padre y, al igual que este y otros miembros de su familia, siguió una carrera de armas. Fue oficial en el regimiento de Cantabria.
Su principal hecho militar fue su participación en la campaña italiana de 1734. Intervino en la batalla de Belerri (Nápoles) que permitió al Infante Carlos entrar triunfalmente en Nápoles como Carlos VII de Nápoles y Carlos V de Sicilia. «En premio a sus servicios, así como por los prestados anteriormente por su padre y hermanos en favor de la causa Borbónica, dicho Rey le concedió el título de Marqués de La Cañada, por Diploma dado en el Real Sitio de Herculano el 22 de junio de 1747». Su uso como título nobiliario español sería autorizado por Fernando VI el 5 de agosto de ese mismo año.
De vuelta en España alcanzó el rango de teniente general y desempeñó los cargos de gobernador de Pamplona hasta 1779, cuando fue nombrado capitán general de Canarias en sustitución del marqués de Tabolosos. Bajo su mandato se reoganizaron las fuerzas de infantería del archipiélago, dándose origen al batallón de infantería de Canarias. En 1784 fue relevado del cargo tras haber expresado sus deseos de volver a la península.

## Familia
Casó en 1749 con Rafaela Baquedano Ubago, con la que tuvo tres hijos; Jacobo María, Ramón y Emerenciana.